# Korona islandzka
Korona islandzka (isl. l.poj. króna, l.mn. krónur) – jednostka monetarna Islandii, dzieli się na 100 aurar. Kod ISO korony islandzkiej to ISK. Na samej Islandii używa się również skrótu IKR lub KR.
We wrześniu 2002 premier Islandii podpisał rozporządzenie wycofujące z obiegu jednostki pochodne korony islandzkiej (aurar) oraz drugie – ustalające, że wszystkie rozliczenia finansowe muszą opiewać i być wypłacane wyłącznie w pełnych koronach islandzkich (bez użycia aurar). Od 1 października 2003 banki islandzkie nie przyjmują już monet 5, 10 i 50 aurar.
W 2013 roku, z powodu niewielkiego używania, Bank Centralny zaprzestał produkcji banknotu o nominale 2000 koron. Do dziś pozostaje on prawnym środkiem płatniczym.
Do 1 października 2003 moneta 5 aurar była najdrobniejszą zdawkową monetą na świecie, wartą około 0,0006 €, tzn.  0,06 eurocenta.

## Wizerunki na banknotach
| Awers                      | Rewers | Nominał | Wymiary     | Kolor główny  | Awers                      | Rewers                                                                |
| -------------------------- | ------ | ------- | ----------- | ------------- | -------------------------- | --------------------------------------------------------------------- |
|                            |        | 500     | 70 × 145 mm | Czerwony      | Jón Sigurðsson             | Jón Sigurdsson przy biurku                                            |
|                            |        | 1000    | 70 × 150 mm | Fioletowy     | Brynjólfur Sveinsson       | Kościół Brynjólfskirkja w Skálholt                                    |
|                            |        | 2000    | 70 × 150 mm | Różnokolorowy | Jóhannes Sveinsson Kjarval | Obraz Kjarvala „Yearning for Flight” oraz rysunek „Woman and Flowers” |
|                            |        | 5000    | 70 × 155 mm | Różnokolorowy | Ragnheiður Jónsdóttir      | Ragnheidur Jónsdóttir uczy haftu dwie dziewczyny                      |
|                            |        | 10000   | 70 × 162 mm | Niebieski     | Jónas Hallgrímsson         | Skjaldbreiður na rysunku Jónasa Hallgrímssona                         |
| Banknoty wycofane z obiegu |        |         |             |               |                            |                                                                       |
|                            |        | 10      | 130 × 70 mm | Niebieski     | Arngrímur Jónsson          | Fragment obrazu Augusta Meyersa „Voyage en Islande”                   |
|                            |        | 50      | 135 × 70 mm | Brązowy       | Guðbrandur Þorláksson      | XVI-wieczni drukarze podczas pracy                                    |
|                            |        | 100     | 140 × 70 mm | Zielony       | Árni Magnússon             | Mnich pracujący nad manuskryptem                                      |